# Rönningepartiet
Rönningepartiet är ett lokalt politiskt parti i Salems kommun.

## Historik
Rönningepartiet bildades inför kommunalvalet 2010. Partiet fick 693 röster (7,43 %) och två mandat. I valet 2014 fick 10,61 % och tre mandat. I valet 2018 fick partiet 10,46 % och tre mandat.
I valet 2022 fick partiet 9,06 % och tre mandat. Under hösten 2023 meddelade först Liberalerna och sen Centerpartiet att de lämnade den styrande Alliansen. Några veckor senare meddelade de båda partierna att de valt att gå samman med Rönningepartiet och Socialdemokraterna för att bilda ett nytt styre.

## Valresultat
| År   | Röster | %     | Mandat  |
| ---- | ------ | ----- | ------- |
| 2010 | 693    | 7,43  | 2 av 31 |
| 2014 | 1 054  | 10,61 | 3 av 31 |
| 2018 | 1 067  | 10,46 | 3 av 31 |
| 2022 | 920    | 9,06  | 3 av 31 |